# Euxoa tephra
Euxoa tephra är en fjärilsart som beskrevs av Jean Baptiste Boisduval 1840. Euxoa tephra ingår i släktet Euxoa och familjen nattflyn. Inga underarter finns listade i Catalogue of Life.